# Тымбур, Эмил
Эмил Тымбур (рум. Emil Tîmbur; род. 21 июля 1997, Кишинёв) — молдавский футболист, вратарь сборной Молдавии.

## Карьера

### Клубная карьера
Тымбур является воспитанником клуба «Зимбру».
Осенью 2015 года голкипер в составе молодёжной команды принимал участие в играх первого раунда Юношеской лиги УЕФА 2015/16 против чешского «Пршибрама».
1 апреля 2017 года Эмил дебютировал в основной команде, выйдя в стартовом составе на игру с «Милсами», и сумел не пропустить ни одного мяча.

### Карьера в сборной
Тымбур в составе юношеской сборной Молдавии (до 17 лет) играл во встрече отборочного раунда к чемпионату Европы 2014 на Мальте. Вместе с юношеской сборной Молдавии (до 19 лет) принимал участие в играх отборочного турнира к чемпионату Европы 2016.
В 2017 году голкипер сыграл в 5 матчах отборочного турнира к молодёжному чемпионату Европы 2019, в которых пропустил 13 мячей.